# Hydrochorea gonggrijpii
Hydrochorea gonggrijpii là một loài thực vật có hoa trong họ Đậu. Loài này được (Kleinhoonte) Barneby & J.W.Gri miêu tả khoa học đầu tiên.